# Ӟ
Ӟ, ӟ – litera rozszerzonej cyrylicy. Wykorzystywana jest w języku udmurckim, w którym oznacza dźwięk [dʑ], czyli spółgłoskę zwarto-szczelinową dziąsłowo-podniebienną dźwięczną.

## Kodowanie
| Znak                   | Ӟ                                         | Ӟ                                         | ӟ                                       | ӟ                                       |
| ---------------------- | ----------------------------------------- | ----------------------------------------- | --------------------------------------- | --------------------------------------- |
| Nazwa w Unikodzie      | CYRILLIC CAPITAL LETTER ZE WITH DIAERESIS | CYRILLIC CAPITAL LETTER ZE WITH DIAERESIS | CYRILLIC SMALL LETTER ZE WITH DIAERESIS | CYRILLIC SMALL LETTER ZE WITH DIAERESIS |
| Kodowanie              | dziesiątkowo                              | szesnastkowo                              | dziesiątkowo                            | szesnastkowo                            |
| Unicode                | 1246                                      | U+04DE                                    | 1247                                    | U+04DF                                  |
| UTF-8                  | 211 158                                   | d3 9e                                     | 211 159                                 | d3 9f                                   |
| Odwołania znakowe SGML | &#1246;                                   | &#x04DE;                                  | &#1247;                                 | &#x04DF;                                |